# Rejon sichowski (Lwów)
Rejon sichowski (ukr. Сихівський район) – jeden z sześciu rejonów miejskiej rady Lwowa, obejmujący południowo-wschodni obszar Lwowa: Bodnarówkę, Kozielniki, Nowy Lwów, Pasieki,  Persenkówkę, Pyrwohiwkę, Sichów i częściowo Snopków.
Rejon został utworzony 10 lutego 2000 r. z części rejonu halickiego.